# Xurta
Xurta ou churta (em árabe: شرطة; romaniz.: xurṭa) é um termo árabe comum para polícia, embora seu significado preciso é de força "selecionada" ou de elite. Corpos determinados como "xurta" foram estabelecidos já no Califado Ortodoxo, talvez tão cedo quanto o reinado de Otomão (r. 644–656). Nos tempos omíada e abássida, possuía considerável poder e seu chefe, chamado "saíbe da xurta" (em árabe: صاحب الشرطة; romaniz.: ṣāḥib al-xurṭa), era um oficial importante, quer ao nível provincial ou no governo central.
Os deveres da xurta variaram com o tempo e lugar: foi primordialmente uma polícia e força de segurança interna e também possuía funções judiciais, podendo também receber como missão a supressão de depredação, fazer cumprir a hisbá, costumes e deveres fiscais, recolher lixo, atuar como corpo de guarda dos governadores, etc. Desde o século X, a importância da xurta declinou, junto com o poder do governo central: o exército - agora dominado por castas militares estrangeiras (gulans ou mamelucos) - assumiu o papel de segurança interna, enquanto as cidades readquiriram uma forma de alto-governo e apropriaram-se das tarefas mais locais da xurta como a vigília noturna.